# Il sapore della vittoria
Il sapore della vittoria (Remember the Titans) è un film del 2000 diretto da Boaz Yakin, con Denzel Washington, che narra le vicende realmente accadute della squadra di football americano del liceo T.C. Williams High School di Alexandria (Virginia).

## Trama
Nel 1981, un gruppo di ex allenatori e giocatori di football americano partecipa a un funerale. Quasi dieci anni prima, nell'estate del 1971, presso la TC Williams High School di Alexandria, Virginia, recentemente integrata, Herman Boone, un allenatore nero che avrebbe dovuto guidare la squadra di football della scuola superiore nera, viene assegnato allo staff tecnico sotto l'attuale l'allenatore bianco Bill Yoast, che in precedenza ha guidato la scuola superiore bianca ed è stato nominato per la Virginia High School Hall of Fame. Nel tentativo di placare le crescenti tensioni razziali e il fatto che, nonostante la segregazione razziale nelle scuole pubbliche sia stata abolita da tempo, tutte le altre scuole superiori sono "solo bianche", il distretto scolastico decide di cambiare corso e nominare Boone il capo allenatore. Rifiuta, ritenendolo ingiusto nei confronti di Yoast, ma cede dopo aver visto cosa significa per la comunità nera. A Yoast viene quindi offerto un lavoro di assistente allenatore dal consiglio scolastico e inizialmente rifiuta, ma ci riconsidera dopo che i giocatori bianchi si sono impegnati a boicottare la squadra se non partecipa. Costernato dalla prospettiva che gli studenti perdano le loro possibilità di borse di studio, Yoast cambia idea e assume la posizione di coordinatore difensivo sotto Boone, con sgomento di sua figlia Sheryl.
Poco dopo, gli studenti neri che stanno provando per la squadra hanno un incontro in palestra con Boone, ma questo si trasforma in un fiasco quando Yoast e diversi studenti bianchi lo interrompono. Dopo questo, Boone prende Yoast da parte e spiega come gestirà la squadra e che il bianco e nero non gli importa, lasciando Yoast con rinnovata fiducia in Boone. Il 15 agosto, i giocatori si riuniscono e si recano al Gettysburg College, dove si svolge il loro allenamento. All'inizio, i membri della squadra bianconera si scontrano spesso in conflitti di matrice razzista, inclusi alcuni tra i capitani Gerry Bertier e Julius Campbell. Tuttavia, attraverso un energico allenamento e una rigorosa preparazione atletica da parte di Boone, che include una corsa mattutina al cimitero nazionale di Gettysburg un discorso motivazionale: la squadra raggiunge l'armonia razziale e ne esce una squadra unificata. Dopo essere tornato dal campo di football, un membro del consiglio scolastico dice a Boone che se perde anche una sola partita, verrà licenziato. Successivamente, i Titans attraversano la stagione imbattuti mentre combattono i pregiudizi razziali prima di ottenere lentamente il sostegno della comunità. Gerry fa anche rimuovere il suo migliore amico dalla squadra a causa del suo razzismo a seguito di una partita in cui Ray ha intenzionalmente sbagliato un muro che di conseguenza ha portato all'infortunio di fine stagione del quarterback titolare Jerry "Rev" Harris.
Poco prima delle semifinali statali, a Yoast viene detto dal presidente del consiglio scolastico che sarà inserito nella Hall of Fame dopo che i Titans avranno perso una partita, il che implica che vuole che Boone venga licenziato. Durante la partita, diventa evidente che gli arbitri sono prevenuti nei confronti dei Titans; dopo aver visto il presidente e altri membri del consiglio tra il pubblico guardare con soddisfazione, Yoast si rende conto di aver truccato il gioco. Quindi marcia in campo e avverte il capo arbitro che, se non arbitrato in modo equo, andrà alla stampa e smaschererà lo scandalo. Dopo questo, i Titans presto escludono i loro avversari e avanzano al campionato statale, ma a Yoast viene detto dal presidente infuriato che le sue azioni per salvare il lavoro di Boone hanno portato alla sua perdita della candidatura per l'ingresso nella Hall of Fame. Mentre celebra la vittoria, Bertier viene gravemente ferito in un incidente d'auto quando attraversa un incrocio contro un camion in arrivo; i Titans aspettano in ospedale per la sua guarigione. Sebbene Bertier non sia ora in grado di giocare a causa della paralisi dalla vita in giù, la squadra continua a rimontare nel quarto quarto e vincere il campionato statale. Bertier sarebbe rimasto paraplegico per il resto della sua vita.
Dieci anni dopo, Bertier muore in un altro incidente automobilistico causato da un guidatore ubriaco dopo aver vinto la medaglia d'oro nel lancio del peso ai Giochi Paralimpici. Viene quindi rivelato che è il suo funerale a cui partecipano gli ex allenatori e giocatori, dove Julius, mentre tiene la mano della madre di Bertier, guida la squadra in una triste interpretazione di " Na Na Hey Hey Kiss Him Goodbye ". Nell'epilogo, le descrizioni mostrano le attività dei giocatori e degli allenatori dopo gli eventi del 1971: l'allenatore Boone ha allenato i Titans per altre cinque stagioni, e in seguito si è ritirato, e l'allenatore Yoast ha assistito Boone per altri quattro anni, ritirandosi dall'allenamento nel 1990. I due allenatori sono diventati buoni amici. Dopo la morte di Bertier, la palestra della TC Williams High è stata ribattezzata in suo onore. Julius avrebbe lavorato per la città di Alexandria e sarebbe rimasto amico di Bertier fino alla sua morte.

## Colonna sonora
1. Marvin Gaye & Tammi Terrell - Ain't No Mountain High Enough
2. Marvin Gaye - I Heard It Through the Grapevine
3. Norman Greenbaum - Spirit in the Sky
4. Cat Stevens - Peace Train
5. Steam - Na Na Hey Hey Kiss Him Goodbye
6. The Hollies - Long Cool Woman (in a Black Dress)
7. Ike & Tina Turner - I Want to Take You Higher
8. Creedence Clearwater Revival - Up Around the Bend
9. Eric Burdon & WAR - Spill the Wine
10. Leon Russell - A Hard Rain's a-gonna Fall
11. Buck Owens - Act Naturally
12. Charles Wrigt & The Watts - Express Yourself
13. Trevor Rabin - Titans Spirit (strumentale)
14. James Taylor - Fire and Rain

## Distribuzione
Il film uscì nelle sale cinematografiche statunitensi il 29 settembre 2000 e nelle sale italiane il 13 aprile 2001.

### Edizione italiana
La direzione del doppiaggio italiano è a cura di Giorgio Piazza, su dialoghi di Mauro Trentini, per conto della SEFIT-CDC.

## Curiosità
- Il film è stato girato nella Druid Hills High School, vicino ad Atlanta, Georgia.
- Le scene dello stage estivo sono state girate al Berry College, a Mount Berry, Georgia.
- La prima del film si è tenuta al Rose Bowl Stadium di Pasadena, California.